# Andrew W. K.

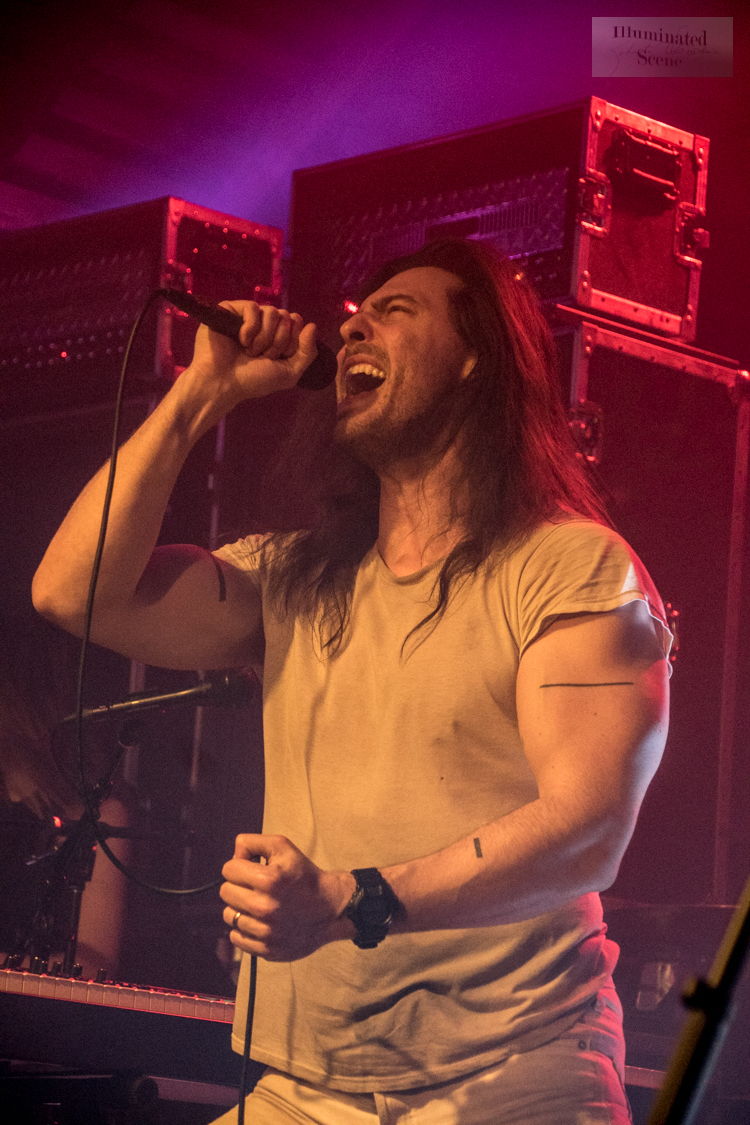
Andrew W.K. (2018)

Andrew Fetterly Wilkes-Krier, bekannt als Andrew W.K. (* 9. Mai 1979 in Stanford, Kalifornien), ist ein US-amerikanischer Rockmusiker, Multi-Instrumentalist und Produzent, der unter anderem durch seine musikalischen Inhalte rund um das Thema Party Berühmtheit erlangte.

## Biografie

### Anfangsjahre und erste Erfolge (1998–2000)
Andrew Wilkes-Krier wuchs in Ann Arbor, Michigan auf und erhielt bereits ab dem Alter von vier Jahren klassischen Klavier-Unterricht. Als zweites Instrument lernte er Schlagzeug; später kamen noch Gitarre und Bass dazu. Nachdem er in der High School in einigen lokalen Bands gespielt hatte, zog er 1998 nach New York um eine Karriere als Musiker zu beginnen. Die Abkürzung seines Namens zu Andrew W.K. stammt von seiner ehemaligen Grundschullehrerin, die ihn so nannte um ihn von zwei Klassenkameraden, die ebenfalls den Namen Andrew trugen, zu unterscheiden.
Dadurch, dass er in seiner Jugend viele Kontakte in der Musikszene von Michigan knüpfte, konnte er über das dort ansässige Musiklabel Bulb Records Anfang des Jahres 2000 seine erste EP Girls Own Juice veröffentlichen, die er im Alleingang komponierte und aufnahm. Diese verschaffte ihm auf Anhieb lokale Aufmerksamkeit und geriet über sein Management in die Hände des Foo-Fighters-Frontmanns Dave Grohl, der es Andrew daraufhin ermöglichte, im Vorprogramm der Foo Fighters aufzutreten. Ferner war der Titelsong der EP in einer Folge der MTV-Serie Jackass zu hören, die sich stets darum bemühte Nachwuchsmusiker im Bereich Rock zu unterstützen. Noch im gleichen Jahr veröffentlichte Andrew W.K. bei Bulb Records seine zweite EP Party Til You Puke. Durch diese wurde Lewis Largent, der in der A&R-Abteilung des Major-Labels Island Records arbeitete, auf ihn aufmerksam und besuchte eines seiner Konzerte. Kurz darauf wurde Andrew W.K. bei Island Records unter Vertrag genommen und begann damit sein erstes Studio-Album aufzunehmen. Um seine Musik auch live besser aufführen zu können, stellte Andrew eine Band aus den Gitarristen Jimmy Coup, Erik Payne und Frank Werner, dem Obituary-Schlagzeuger Donald Tardy, sowie dem Bassisten Gregg Roberts zusammen.

### I Get Wet, internationaler Durchbruch undThe Wolf(2001–2005)
Nachdem im Oktober 2001 das Debüt-Konzert mit seiner Band in London stattfand, veröffentlichte Andrew W.K. am 29. Oktober 2001 seine erste Single Party Hard, die in Großbritannien Platz 19 der Charts belegte und bis heute sein bekanntester Song ist. Sein Album I Get Wet folgte am 13. November 2001 und schaffte es in den für musikalische Newcomer angelegten, amerikanischen Heatseekers Charts bis auf Platz 1 vorzustoßen und allein in den USA etwa 300.000 Exemplare zu verkaufen. Durch diese Erfolge konnte Andrew W.K. auch in Europa, Australien und Japan Fuß fassen, die britische Musikzeitschrift NME ehrte ihn sogar mit einer Titelstory unter dem Slogan „Bigger Than Jesus“. Bei den Kritikern polarisierte das Album nicht nur wegen seines auffälligen Covers, das von Fotograf Roe Ethridge geschossen wurde, sondern auch weil viele nicht einzuordnen wussten ob die darauf enthaltenen Songs, die meist das Thema Party behandeln und Elemente von Punk und Metal kombinieren, ernst gemeint oder ein Scherz sind. Auch die Tatsache, dass Andrew W.K. bei öffentlichen Auftritten fast ausschließlich verschmutzte, weiße Klamotten trägt befeuerte Gerüchte um seine Person. Nach der Veröffentlichung seiner zweiten Single She Is Beautiful startete Andrew eine umfangreiche Tournee, in der er unter anderem auf allen Konzerten der Ozzfest-Tour 2002 und der Vans Warped-Tour 2003, sowie zahlreiche eigene Konzerte in Großbritannien, Europa und Japan spielte und sich dabei einen Namen für seine energiegeladenen Live-Performances machte. Ferner steuerte er mit We Want Fun das Titellied des Soundtracks zu dem 2002 erschienenen Kinofilm Jackass: The Movie bei und koppelte den Song zugleich als Single aus, wodurch er noch größere Bekanntheit erlangte.
Am 9. September 2003 veröffentlichte Andrew W.K. über Island Records sein zweites Studio-Album The Wolf, das in den USA Platz 61 der Billboard 200, sowie in Japan Platz 14 der Album-Charts erreichte. Begleitet wurde es von den Singles Tear It Up, Never Let Down und Your Rules, während in Japan zusätzlich der Song Long Live The Party ausgekoppelt wurde. Von Kritikern wurde das Album, das den Sound und die Produktion von I Get Wet weitestgehend beibehält, jedoch ausgereifter und erwachsener klingt, positiv aufgenommen. Im Anschluss an die Veröffentlichung ging Andrew W.K. wieder auf eine große Tour und spielte Konzerte in Nordamerika, Großbritannien, Europa und Japan. Bei einem der Konzerte verstauchte sich Andrew den Knöchel und spielte daraufhin einige Konzerte der Tour in einem Rollstuhl, da er die Auftritte nicht absagen wollte. Ende 2003 verließ Gitarrist Jimmy Coup die Band und wurde durch den bis dahin als Roadie angestellten Kendall Andrews ersetzt, ferner schloss sich Drummer Donald Tardy im Jahr 2004 dem Comeback seiner ehemaligen Band Obituary an und wurde von seinem Drum-Tech Rich Russo abgelöst. Nachdem Andrew W.K. im Rahmen seiner Tourneen unter anderem bei Late Night with Conan O'Brien, Last Call with Carson Daly und Saturday Night Live aufgetreten war sowie bei diversen Formaten von MTV mitwirkte, erhielt er 2004 bei MTV2 seine eigene Fernsehserie unter dem Namen Your Friend, Andrew W.K. Als Titellied wurde sein Song Totally Stupid verwendet, für den infolgedessen ein Musikvideo mit Ausschnitten aus der Show veröffentlicht wurde. Die Tour zum Album zog sich unterdessen bis ins Jahr 2005, danach begann Andrew W.K. mit den arbeiten an seinem dritten Studio-Album. Für dieses nahm er zunächst Gesangsunterricht bei Melissa Cross, in dessen Rahmen er Cherie Lily kennen lernte, die in seine Band einstieg und ihn im Jahr 2008 heiratete. Da Andrew W.K. in den vergangenen Jahren bereits über 300 Konzerte gespielt hatte, veröffentlichte er am 7. Februar 2006 eine Live-DVD unter dem Namen Who Knows?, die Ausschnitte seiner Konzerte aus den Jahren 2002–2004 enthält.

### Close Calls With Brick Walls, interne Probleme und deren Lösung (2006–2012)
Die Aufnahmen für sein drittes Studio-Album waren im Jahr 2006 abgeschlossen, jedoch war es Andrew W.K. aufgrund von Unstimmigkeiten innerhalb seines Managements nicht möglich, dieses weltweit zu veröffentlichen. Am 5. Juli 2006 erschien Close Calls With Brick Walls schließlich lediglich in Japan und erreichte dort Platz 30 der Album-Charts, zusätzlich veröffentlichte Andrew dort die Single Not Going To Bed. Das Album unterschied sich stilistisch stärker von seinen Vorgängern, indem sich die Musik mehr an einem traditionellen Rock-Sound orientierte, experimenteller war und Andrew die Texte nicht mehr shoutete, sondern sang. Auch Konzerte konnte Andrew W.K. durch die juristischen Probleme seines Managements nicht mehr in der gewohnten Häufigkeit spielen. So trat er 2006 lediglich auf dem japanischen Sommer Sonic Festival auf und gab ein Einzelkonzert in den USA sowie eine kleine Tournee in Asien. Ab dem Jahr 2007 spielte Andrew W.K. keine Konzerte mehr mit seiner Band, sondern trat nur noch unregelmäßig alleine mit Keyboard und Backing Track auf. Stattdessen arbeitete er häufiger als Produzent für andere Musiker und begann ferner eine Karriere als Motivationsredner, in deren Rahmen er an diversen Universitäten in den USA Vorlesungen hielt. Jedoch veröffentlichte er 2008 in Japan ein Best-Of-Album unter dem Namen The Very Best So Far sowie ein Album mit Cover-Versionen bekannter J-Pop-Songs, das den Titel The Japan Covers trägt, um sich bei den dortigen Fans für ihre jahrelange Unterstützung zu bedanken. Zusätzlich folgte ein weiteres nur in Japan veröffentlichtes Album mit Cover-Versionen namens Gundam Rock.

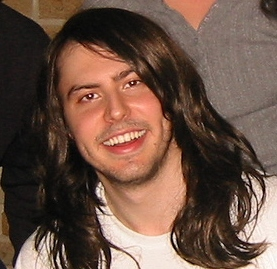
Andrew W.K. (2006)

Im Jahr 2009 gründete Andrew W.K. sein eigenes Label Skyscraper Music Maker, wodurch es ihm möglich war ein Album, das ausschließlich aus Improvisationen am Klavier besteht, unter dem Namen 55 Cadillac am 1. September 2009 zu veröffentlichen. Schließlich konnten 2010 die Differenzen innerhalb seines Managements beigelegt werden und sein drittes Studio-Album Close Calls With Brick Walls wurde am 22. März 2010 als Doppel-Album mit einer Zusammenstellung von bis dahin seltenen und unveröffentlichten Songs namens Mother Of Mankind weltweit veröffentlicht. Um die Veröffentlichung zu promoten, wurden die Songs I Want To See You Go Wild und I'm A Vagabond mit einem Video ausgestattet und als Single veröffentlicht. Ferner spielte Andrew W.K. erstmals seit 2006 wieder Konzerte mit seiner Band und nahm an allen Terminen der Vans Warped Tour 2010 teil.
Neben der Musik machte Andrew von 2009 bis 2011 als Host der Fernsehserie Destroy Build Destroy auf dem amerikanischen Sender Cartoon Network auf sich aufmerksam. Im Jahr 2011 veröffentlichte er die The "Party All Goddamn Night" EP und gab weitere Konzerte. 2012 folgte eine Neuauflage von I Get Wet, anlässlich des zehnjährigen Jubiläums seiner Veröffentlichung, verbunden mit einer landesweiten Tournee und einem Musikvideo zum Song It's Time To Party. Dabei wurde Gitarrist Kendall Andrews durch Dave Pino ersetzt und bei einigen Konzerten wurde die Band zusätzlich von Gitarrist Justin Payne und Bassist Blake Canaris unterstützt.

### Außermusikalische Aktivitäten undYou're Not Alone(2013–2020)
In den darauffolgenden Jahren konzentrierte sich Andrew W.K. trotz weiterer Konzerte auf seine Karriere als Motivationsredner. So schrieb er 2014 in der amerikanischen Zeitschrift The Village Voice eine wöchentliche Kolumne, trat regelmäßig beim Fernsehsender Fox News auf und erhielt 2015 eine Radioshow namens America W.K. bei TheBlaze Radio Network. Des Weiteren betrieb er einige Jahre den New Yorker Nachtclub Santos Party House. 2016 gab er seine erste landesweite Tour als Motivationsredner unter dem Titel The Power of Partying.
Schließlich widmete sich Andrew W.K. 2017 wieder der Musik und kündigte an ein neues Album aufzunehmen. Am 2. März 2018 veröffentlichte er unter dem Namen You're Not Alone über Sony Music sein erstes Studio-Album seit vielen Jahren. Dieses schaffte es bis auf Platz 9 der Billboard Hard Rock Albums-Charts in den USA und erhielt positive Kritiken, die das Album als eine gelungene Mischung und Weiterentwicklung seiner vorherigen Werke beschrieben. Aus dem Album wurden die Singles Music Is Worth Living For, Ever Again und You're Not Alone ausgekoppelt, gefolgt von einer umfangreichen Welt-Tournee. Gitarrist Frank Werner und Schlagzeuger Rich Russo wurden dabei inzwischen von Amanda Lepre und Clark Kegley, auf den Andrew durch sein Drum-Cover des Songs We Want Fun bei YouTube aufmerksam wurde, abgelöst. Aufgrund seiner positiven musikalischen Inhalte wurde Andrew W.K. daraufhin von der amerikanischen Gesellschaft für Suizidologie zur Person des Jahres ernannt. 2019 begann er mit den Arbeiten an seinem nächsten Studio-Album.

### God Is Partying(2021–heute)
Im Oktober 2020 gab Andrew W.K. bekannt einen neuen Plattenvertrag beim Label Napalm Records unterschrieben zu haben. Am 17. Februar 2021 veröffentlichte er die Single Babalon, die musikalisch erstmals düstere Töne anschlägt als seine bisherigen Werke. Ferner gab er bekannt sich 2019 von seiner Frau Cherie Lily getrennt zu haben und nun mit der Schauspielerin Kat Dennings liiert zu sein. Nachdem am 6. Mai 2021 und 14. Juli 2021 weitere Musikvideos zu den Songs I'm In Heaven und Everybody Sins erschienen, veröffentlichte Andrew W.K. am 10. September 2021 das Album God Is Partying und kündigte eine Tournee in den USA an.
Kurz darauf verschwand Andrew spurlos, löschte sowohl seine Internethomepage als auch sämtliche Social-Media-Accounts.

## Bandmitglieder

### Aktuelle Besetzung
- Andrew W.K. – Gesang, Klavier
- Erik Payne – Gitarre, Begleitgesang (2001–heute)
- Dave Pino – Gitarre, Begleitgesang (2012–heute)
- Amanda Lepre – Gitarre, Begleitgesang (2016–heute)
- Gregg Roberts – Bass, Begleitgesang (2001–heute)
- Clark Kegley – Schlagzeug (2016–heute)

### Ehemalige Mitglieder
- Donald Tardy – Schlagzeug (2000–2004)
- Rich Russo – Schlagzeug (2004–2016)
- Jimmy Coup – Gitarre, Begleitgesang (2000–2003)
- Kendall Andrews – Gitarre, Begleitgesang (2003–2011)
- Frank Werner – Gitarre, Begleitgesang (2001–2013)
- Justin Payne – Gitarre, Begleitgesang (2010–2016)
- Johnny Sutton – Gitarre, Begleitgesang (2004–2005)
- Blake Canaris – Bass, Begleitgesang (2010–2016)
- Jeff Victor – Keyboard (2001–2002)
- Derek Weiland – Keyboard (2006–2007)
- Erica E.T. Pino – Keyboard, Begleitgesang (2018–2019)
- Bryan Geisler – Stage Manager, Begleitgesang (2001–2005)
- Cherie Lily – Begleitgesang (2006–2018)

## Diskografie

### Studioalben
| Jahr | Titel                        | Höchstplatzierung, Gesamtwochen, AuszeichnungChartplatzierungen (Jahr, Titel, Platzierungen, Wochen, Auszeichnungen, Anmerkungen) | Höchstplatzierung, Gesamtwochen, AuszeichnungChartplatzierungen (Jahr, Titel, Platzierungen, Wochen, Auszeichnungen, Anmerkungen) | Anmerkungen                              |
| Jahr | Titel                        | UK | US | Anmerkungen                              |
| ---- | ---------------------------- | --- | --- | ---------------------------------------- |
| 2001 | I Get Wet                    | UK71 Silber · (1 Wo.)UK | US84 (8 Wo.)US | Erstveröffentlichung: 13. November 2001  |
| 2003 | The Wolf                     | — | US61 (1 Wo.)US | Erstveröffentlichung: 9. September 2003  |
| 2006 | Close Calls With Brick Walls | — | — | Erstveröffentlichung: 5. Juli 2006       |
| 2009 | 55 Cadillac                  | — | — | Erstveröffentlichung: 8. September 2009  |
| 2018 | You’re Not Alone             | — | US197 (1 Wo.)US | Erstveröffentlichung: 2. März 2018       |
| 2021 | God Is Partying              | — | — | Erstveröffentlichung: 10. September 2021 |

### Kompilationen
- 2008: The Very Best So Far
- 2008: Premium Collection
- 2009: Gundam Rock
- 2010: Mother of Mankind "Rare & Unreleased 1999-2010"

#### EPs
- 1999: Girls Own Juice
- 2000: Party Til You Puke
- 2009: A Wild Pear (mit The Evaporators)
- 2009: We Got a Groove (mit Riverboat Gamblers)
- 2011: The Party All Goddamn Night EP

### Singles
| Jahr | Titel Album                | Höchstplatzierung, Gesamtwochen, AuszeichnungChartplatzierungen (Jahr, Titel, Album, Platzierungen, Wochen, Auszeichnungen, Anmerkungen) | Höchstplatzierung, Gesamtwochen, AuszeichnungChartplatzierungen (Jahr, Titel, Album, Platzierungen, Wochen, Auszeichnungen, Anmerkungen) | Anmerkungen                            |
| Jahr | Titel Album                | DE | UK | Anmerkungen                            |
| ---- | -------------------------- | --- | --- | -------------------------------------- |
| 2001 | Party Hard I Get Wet       | DE92 (1 Wo.)DE | UK19 Silber · (5 Wo.)UK | Erstveröffentlichung: 29. Oktober 2001 |
| 2002 | She Is Beautiful I Get Wet | — | UK55 (2 Wo.)UK | Erstveröffentlichung: 19. Februar 2002 |
| 2003 | We Want Fun I Get Wet      | DE75 (5 Wo.)DE | — | Erstveröffentlichung: Februar 2003     |

Weitere Singles
- 2003: Tear It Up
- 2003: Never Let Down
- 2003: Your Rules
- 2003: Long Live The Party (nur in Japan)
- 2006: Not Going To Bed
- 2010: I Want To See You Go Wild
- 2010: I’m A Vagabond
- 2012: It’s Time To Party
- 2018: Music Is Worth Living For
- 2018: Ever Again
- 2018: You’re Not Alone
- 2021: Babalon
- 2021: I’m In Heaven
- 2021: Everybody Sins

#### Videoalben
- 2006: Who Knows?

## Auszeichnungen für Musikverkäufe
| Goldene Schallplatte - Japan - 2004: für das Album I Get Wet |

Anmerkung: Auszeichnungen in Ländern aus den Charttabellen bzw. Chartboxen sind in ebendiesen zu finden.
| Land/RegionAuszeichnungen für Musikverkäufe (Land/Region, Auszeichnungen, Verkäufe, Quellen) | Silber     | Gold  | Platin | Verkäufe | Quellen    |
| -------------------------------------------------------------------------------------------- | ---------- | ----- | ------ | -------- | ---------- |
| Japan (RIAJ)                                                                                 | —          | Gold1 | —      | 100.000  | riaj.or.jp |
| Vereinigtes Königreich (BPI)                                                                 | 2× Silber2 | —     | —      | 260.000  | bpi.co.uk  |
| Insgesamt                                                                                    | 2× Silber2 | Gold1 | —      |          |            |